# Liste der Monuments historiques in Dosnon
Die Liste der Monuments historiques in Dosnon führt die Monuments historiques in der französischen Gemeinde Dosnon auf.

## Liste der Objekte
| Bezeichnung    | Beschreibung                                           | Standort                                | Kennzeichnung | Schutzstatus | Datum | Bild |
| -------------- | ------------------------------------------------------ | --------------------------------------- | ------------- | ------------ | ----- | ---- |
| Kirchenfenster | aus dem 16. Jahrhundert                                | in der Kirche St-Pierre-ès-Liens (Lage) | PM10000732    | Classé       | 1897  |      |
| Pietà          | Kalkstein, farbig gefasst, Anfang des 16. Jahrhunderts | in der Kirche St-Pierre-ès-Liens (Lage) | PM10000733    | Classé       | 1956  |      |